# Ipiaú
Ipiaú est une ville brésilienne de l'État de Bahia.

## Maires
| Période | Période | Identité                  | Étiquette | Qualité |
| ------- | ------- | ------------------------- | --------- | ------- |
| 2009    | 2012    | Deraldino Alves de Araújo | PMDB      |         |